# FADS2
FADS2 ist ein Gen, das in Säugetieren, unter anderem in Menschen, Mäusen und Ratten vorkommt.
Das Protein, das von diesem Gen kodiert wird, gehört zur Gen-Familie der Fettsäure-Desaturasen (FADS). Desaturase-Enzyme regulieren die Entsättigung von Fettsäuren durch die Einführung von doppelten Bindungen zwischen bestimmten Kohlenstoffatomen der Fett-Acyl-Kette. Mitglieder der FADS-Familie sind Fusionsprodukte aus einem N-terminalen, cytochromen, b5-artigen Bestandteil und einem C-terminalen, sich über mehrere Membranen spannenden Entsättigungs-Teil, die beide durch erhaltene Histidin-Motive charakterisiert sind. Dieses Gen bildet mit dem Familienmitglied FADS1 eine Gruppe auf 11q12-q13.1. Über diesen Cluster vermutet man, dass er in der Evolution durch Gen-Duplikation entstand, die auf seiner ähnlichen Exon/Intron-Organisation basierte.
Zwei Studien befanden, dass die C-Mutation von FADS2 im Gegensatz zur G-Mutation in Zusammenspiel mit Stillen den IQ um 7 Punkte steigert.